# Гера Боргезе
Гера Боргезе — різновид скульптури Гери, названий на честь власників її архетипу — родини Боргезе.
Один із прикладів зберігається в Національному музеї Риму, тоді як інші можна побачити в Палатинському антикваріумі та в Арагонському музеї Кастелло в Бає.

## Гера Боргезе
Статуя цього архетипу, зроблена з мармуру, була датована II століттям нашої ери. Вона була викопана (разом із багатьма іншими статуями) на території великої римської вілли поблизу Монте-Кальво у 1824—1826 роках. Вілла належала К. Брутію Пресенсу, який був видатною фігурою часів правління імператорів Траяна та Адріана. Згодом статую перевезли до Риму й виставили на Віллі-Боргезе.
Успадкована наступними поколіннями Боргезе, статуя до другої половини XIX століття була не доступна публіці та зберігалася у підвалі Вілли-Боргезе протягом багатьох років. Родина Боргезе, яка мала певні фінансові труднощі, була зацікавлена в продажу деяких своїх творів мистецтва, і в 1891 році їх придбав Вольфганг Гельбіг для Гліптотеки Карлсберга. Оскільки купівля Гери Боргезе була делікатною справою, використовувалися кодові назви, у цьому випадку вона називалася «Jeanette».
Різні атрибуції того, хто міг бути автором оригінального проєкту, який послужив основою для пізнішого римського скульптора — безпосереднього автора Гери Боргезе, варіюються від Алкамена до Поліклета.
У 1976 році була проведена реставрація статуї, і старіші реставраційні втручання були усунуті. Висувалося припущення, що замість зображення богині Гери (Юнони) скульптура репрезентує Афродіту чи Венеру, і це може бути копія Афродіти Евплої роботи Поліклета. Порівняння способу драпірування фігури в хітон дає підстави проводити паралелі з Venus Genetrix.

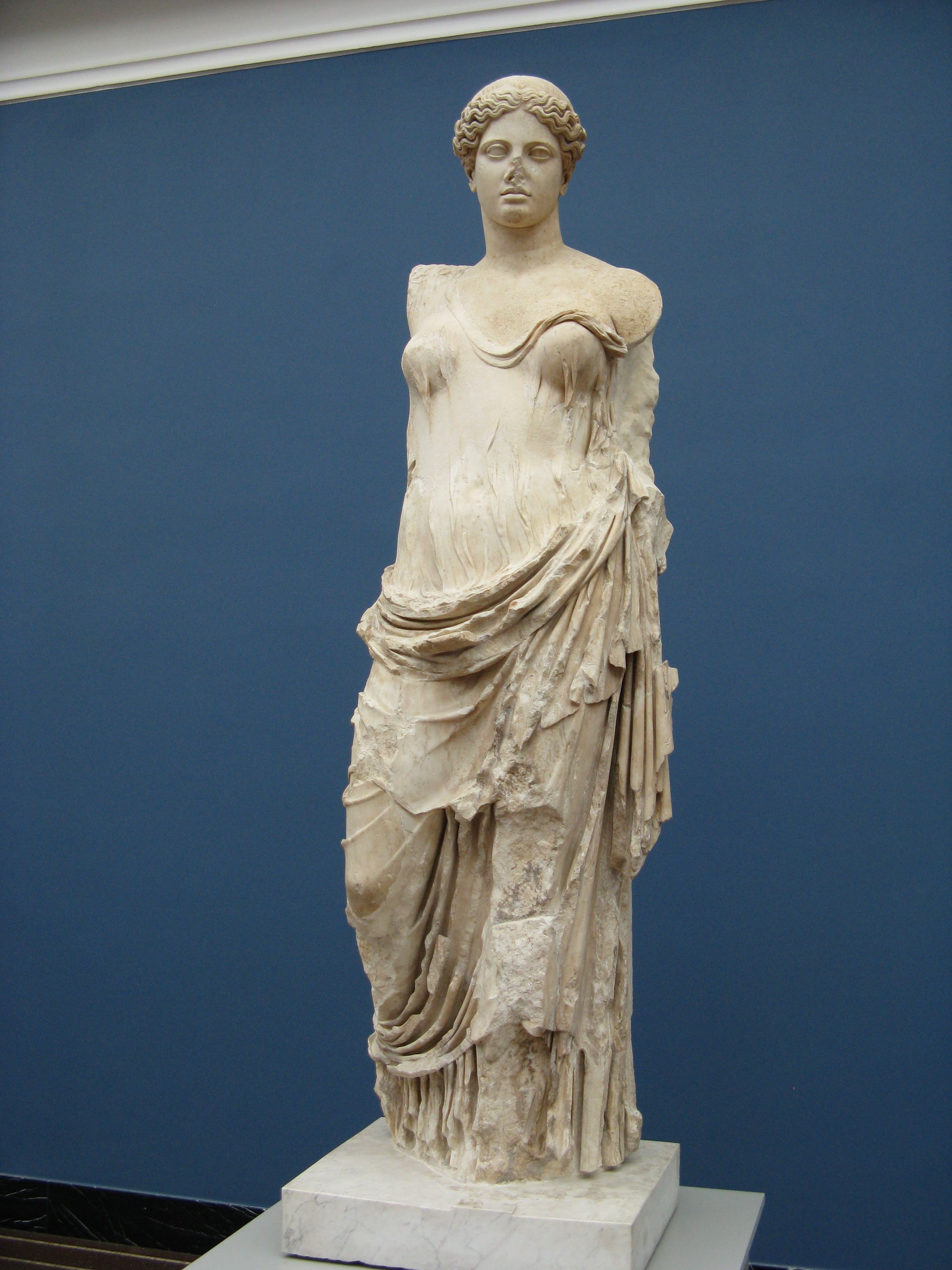